# 道の駅風のマルシェ 御前崎
道の駅風のマルシェ御前崎（みちのえき かぜのマルシェおまえざき）は、静岡県御前崎市合戸字海岸にある国道150号の道の駅である。

## 施設
- 駐車場
  - 普通車：97台[3]
  - 大型車：14台[3]
  - 身障者用：2台[3]
- トイレ（24時間利用可能）
  - 男性：11器
  - 女性：15器
  - 身障者用：1器
- 農産物直売所（8:00 - 18:00）[3]
- 御前崎レストランたわら屋（7:00 - 10:00[3]・11:00 - 14:00）[4] - 朝ラーメンがある。
- 展示温室（7:00 - 17:00）
- 交流研修施設

### 管理団体
- 設置者：御前崎市
- 指定管理者：シダックス大新東ヒューマンサービス

## 休館日
- 年末年始

## アクセス
- 国道150号 - 登録路線

## 周辺

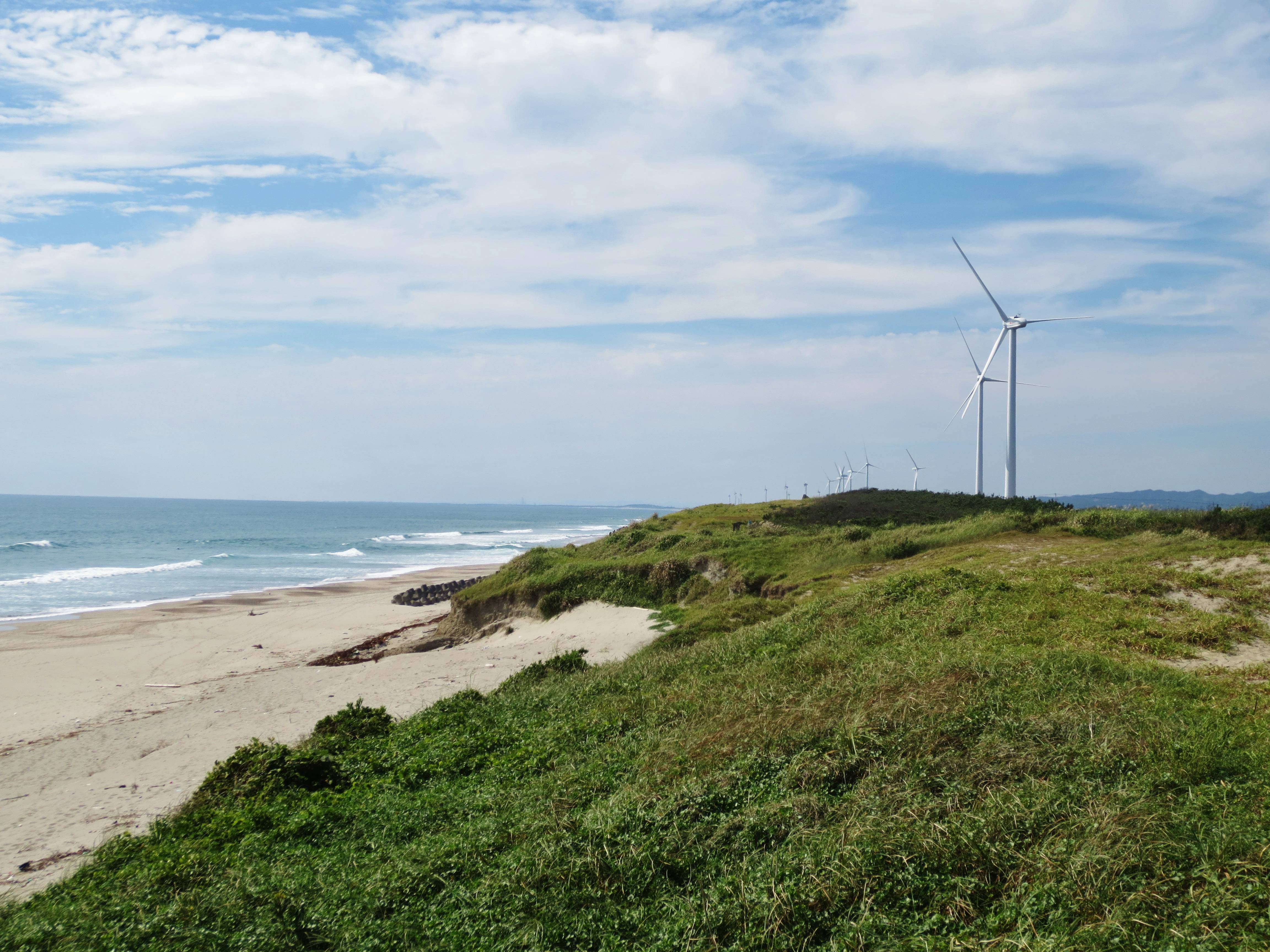
遠州灘に臨む浜岡砂丘上の御前崎風力発電所

- 遠州灘
- 浜岡砂丘
- 中部電力御前崎風力発電所
- ヤマハ発動機浜岡テストコース
- 静岡カントリー浜岡コース